# Peter Baptist Tadamarō Ishigami
Peter Baptist Tadamarō Ishigami (jap. ペトロ・バプティスタ石神忠真郎 Petori Baputisuto Ishigami Tadamarō; ur. 1 grudnia 1920 w Kasari, zm. 25 października 2014) – japoński duchowny rzymskokatolicki, kapucyn, w latach 1973-1997 biskup diecezjalny Naha. 

## Życiorys
Święcenia kapłańskie otrzymał 6 września 1952 jako członek zakonu kapucynów. 18 grudnia 1972 papież Paweł VI mianował go biskupem Naha. Sakry udzielił mu 11 lutego 1973 abp Bruno Wüstenberg, ówczesny pronuncjusz apostolski w Japonii. W grudniu 1995 osiągnął biskupi wiek emerytalny (75 lat) i zgodnie z prawem kanoniczym przedłożył papieżowi rezygnację, która została przyjęta z dniem 24 stycznia 1997. Od tego czasu pozostawał biskupem seniorem diecezji. 